# Григорий IV (епископ Остии)
Григорий IV (лат. Gregorius IV; умер 9 мая 1044) — бенедиктинец, католический святой XI века. Аббат Римского монастыря Ss. Cosma e Damiano ad Micam auream. В 1034 (по другим источникам 1037) году был возведён в сан кардинала-епископа Остии. Папский легат в Наварре и Кастилии, взял с собой в путешествие святого Доминика.
В 1994 году в городе Логроньо в честь 950-летия со дня кончины Святого Григория был открыт новый монастырь (исп. Ermita de San Gregorio).